# ویلهلمس‌هافن
ویلهلمزهافن (به آلمانی: Wilhelmshaven) شهری بندری در شمال ایالت نیدرزاکسن در کشور آلمان است. این شهر به خطوط راه‌آهن آلمان متصل است و بزرگراه‌هایی نیز از این شهر می‌گذرد.
در جریان جنگ جهانی دوم، در سوم نوامبر ۱۹۴۳، ۵۰۰ بمب افکن آمریکایی این شهر را بمباران و با خاک یکسان کردند.